# Ulica Partyzantów w Siedlcach
Ulica Partyzantów – jedna z głównych ulic w Siedlcach. Ulica zaczyna się na skrzyżowaniu ulic: 3 Maja i Wojska Polskiego, a kończy się na skrzyżowaniu ul. Monte Cassino i ul. Garwolińskiej (w którą przechodzi). Ulica w całości jest częścią drogi wojewódzkiej nr 803. Nazwa poświęcona jest polskim partyzantom walczącym z okupantem na ziemiach polskich w czasie II wojny światowej. 

## Historia
Ulica powstała najprawdopodobniej na przełomie XIX i XX wieku, początkowo droga brukowa, nawierzchnię asfaltową uzyskała w latach 60. 
W latach 2005–2006 została częściowo zmodernizowana (wymiana chodników i oświetlenia). W 2005 roku powstało rondo Solidarności na skrzyżowaniu z ulicą Józefa Ignacego Kraszewskiego.
30 czerwca 2025 r. rozpoczęto rozbudowę ul. Partyzantów na odcinku od ul. Artyleryjskiej do ronda Solidarności. Zakres prac obejmuje przebudowa nawierzchni jezdni, remont wpustów ulicznych sieci kanalizacji deszczowej oraz wykonanie oznakowania pionowego i poziomego. Na ulicy mają powstać także nowe drogi rowerowe oraz chodniki dla pieszych.

## Obiekty
- Wiadukt garwoliński
- Pomnik Powstańców Styczniowych
- Osiedle Partyzantów
- Niepubliczne Przedszkole „Widzi mi się”, nr 14
- Centrum handlowe M Park, nr 16
- domy jednorodzinne

## Komunikacja
Ulicą Partyzantów kursują autobusy nr: 2, 3, 5, 8, 10, 16, 17, 22, 31, 34, 35, 42.    